# ألفرد ثيودور ميكلسن
ألفرد ثيودور ميكلسن (بالنرويجية البوكمول: Alfred Theodor Michelsen)‏ هو فلاح وسياسي نرويجي، ولد في 17 ديسمبر 1874، وتوفي في 12 مارس 1941. انتخب نائب عضو برلمان النرويج ‏.